# Keith Ferguson
Keith James Ferguson, född 1972 i Los Angeles, California, USA, är en amerikansk röstskådespelare.

## Filmografi

### Filmer
| År   | Titel               | Roll               | Noter               |
| ---- | ------------------- | ------------------ | ------------------- |
| 1994 | The Defender        | Olika röstroller   | Direct To Home-film |
| 2003 | The Death of Batman | Olika röstroller   | Kortfilm            |
| 2006 | Bambi II            | Friend Owl         |                     |
| 2006 | Ultimate Avengers   | Olika röstroller   | Direct-to-video     |
| 2011 | Larry & Lydia       | Larry              |                     |
| 2011 | Batman: Year One    | Jefferson Skeevers | Direct-to-video     |
| 2013 | Monsters University | Olika röstroller   |                     |
| 2014 | Lego filmen         | Han Solo           |                     |

### TV
| År        | Titel                                                        | Roll | Noter                                                                                        |
| --------- | ------------------------------------------------------------ | --- | -------------------------------------------------------------------------------------------- |
| 2004-2009 | Fosters hem för påhittade vänner                             | Bloo Olika röstroller | Huvudroll Nominated - Annie Award for Best Voice Acting in an Animated Television Production |
| 2006      | Four Eyes!                                                   | Syler |                                                                                              |
| 2006      | Grymma sagor med Billy & Mandy                               | Olika röstroller |                                                                                              |
| 2006      | Kodnamn Grannungarna                                         | Numbuh 1-Love | Episod: "Operation I.T." "Operation C.A.N.Y.O.N./Operation H.O.L.I.D.A.Y."                   |
| 2006      | Harvey Birdman, Attorney at Law                              | Bill Ken Sebben | Episod: "Birdnapped"                                                                         |
| 2006      | Hellboy: Sword of Storms                                     | Olika röstroller | TV-film                                                                                      |
| 2007–     | Robot Chicken                                                | Indiana Jones Han Solo Steve Martin Astro Boy Olika röstroller |                                                                                              |
| 2007      | Family Guy                                                   | Jimmy Smits | Episod: "It Takes a Village Idiot, and I Married One" "No Meals on Wheels"                   |
| 2007      | Robot Chicken: Star Wars                                     | Han Solo C-3PO Imperial Probe Droid | TV-film                                                                                      |
| 2007      | Legion of Super Heroes                                       | Karate Kid Nemesis Kid | Episod: "The Karate Kid"                                                                     |
| 2008      | Robot Chicken: Star Wars Episode II                          | Han Solo General Veers | TV-film                                                                                      |
| 2008      | Foster's Home for Imaginary Friends: Destination Imagination | Bloo Captain Francis | TV-film                                                                                      |
| 2008      | Phineas & Ferb                                               | Olika röstroller | Episod: "Out to Launch"                                                                      |
| 2008–     | Cars Toons: Mater's Tall Tales                               | Lightning McQueen | Huvudroll                                                                                    |
| 2010      | Robot Chicken: Star Wars Episode III                         | Han Solo | TV-film                                                                                      |
| 2010–2013 | MAD                                                          | Nicolas Cage Indiana Jones Edward Cullen Wolverine Han Solo Sir Topham Hatt Robbie Shapiro Blue Beetle Dave Seville Hal Jordan Johnny Blaze Michael J. Fox Mr. Fantastic Bilbo Baggins Jon Arbuckle Olika röstroller |                                                                                              |
| 2010–2013 | Äventyrsdags                                                 | Frog Lenny Ripped Lumpy Mr. Candy Cane |                                                                                              |
| 2010-2012 | The Avengers: världens mäktigaste hjältar                    | "Thunderbolt" Ross | Episod: "Hulk Versus the World" "Nightmare in Red" "The Deadliest Man Alive"                 |
| 2011      | G.I. Joe: Renegades                                          | Heavy Duty Hershel Dalton | Episod: "Cousins"                                                                            |
| 2012      | Cartoon Network 20th Anniversary                             | Bloo | TV-film                                                                                      |
| 2012      | Super Best Friends Forever                                   | Superman Solomon Grundy | Episod: "Grounded" "Don't Fight Girls"                                                       |
| 2012      | Swampy's Underground Adventures                              | Swampy | Huvudroll                                                                                    |
| 2012–     | Gravity Falls                                                | Deputy Durland | Återkommande roll                                                                            |
| 2013      | Amethyst, Princess of Gemworld                               | Prince Topaz Skeleton | Episod: "Level One: Your Quest Begins" "Level Four: The Turquoise Cave"                      |
| 2013      | Wander Over Yonder                                           | Lord Hater | Huvudroll                                                                                    |
| 2013      | Angry Birds Space                                            | Red | Huvudroll                                                                                    |
| 2017–2021 | DuckTales                                                    | Guld-Ivar Flinthjärta |                                                                                              |

### Datorspel
| År   | Titel                                                  | Roll |
| ---- | ------------------------------------------------------ | --- |
| 2003 | Tales of Symphonia                                     | |
| 2004 | The Chronicles of Riddick: Escape from Butcher Bay     | |
| 2004 | Doom 3                                                 | |
| 2004 | Terminator 3: The Redemption                           | John Connor Olika röstroller |
| 2004 | Shark Tale                                             | Shark Diner #1 Dolphin Cop #2 Whale Washer #2 |
| 2004 | EverQuest II                                           | Generic Racial Ecology Arven Oshus |
| 2004 | Metal Gear Solid 3: Snake Eater                        | Olika röstroller |
| 2005 | God of War                                             | Boat Captain |
| 2005 | Madagascar                                             | King Julien XIII |
| 2005 | Destroy All Humans!                                    | Olika röstroller |
| 2005 | X-Men Legends II: Rise of Apocalypse                   | Grizzly |
| 2006 | Dirge of Cerberus: Final Fantasy VII                   | Olika röstroller |
| 2006 | Over the Hedge                                         | Possum #1 Rat #1 Chihuahua #1 |
| 2006 | Pirates of the Caribbean: The Legend of Jack Sparrow   | El Grande, Pequeño Nassau Villager Male #1 Black Smoke James' Crew Olika röstroller |
| 2006 | Monster House                                          | Reginald "Skull" Sjulinskii |
| 2006 | Avatar: The Legend of Aang                             | Olika röstroller |
| 2006 | Tony Hawk's Downhill Jam                               | Budd |
| 2006 | Ringarnas Herre: Slaget om Midgård II – Häxkungens Tid | Morgomir |
| 2006 | Final Fantasy XII                                      | Basch fon Ronsenburg |
| 2007 | God of War II                                          | Boat Captain |
| 2007 | Kingdom Hearts Re:Chain of Memories                    | Marluxia |
| 2007 | F.E.A.R. Perseus Mandate                               | Steve Chen |
| 2007 | Power Rangers: Super Legends                           | Green Galaxy Ranger Green Samurai Ranger |
| 2007 | Cars Mater-National Championship                       | Lightning McQueen |
| 2007 | Lost Odyssey                                           | Kaim Argonar |
| 2008 | The Chronicles of Narnia: Prince Caspian               | Olika röstroller |
| 2008 | Robert Ludlum's The Bourne Conspiracy                  | Olika röstroller |
| 2008 | The Incredible Hulk                                    | X-Ray Army Soldier Bi-Beast's Top Head |
| 2008 | Lego Batman: The Videogame                             | Alfred Pennyworth James Gordon |
| 2008 | Call of Duty: World at War                             | US Soldier |
| 2008 | Dissidia Final Fantasy                                 | Judge Gabranth |
| 2008 | Mercenaries 2: World in Flames                         | Universal Petroleum |
| 2009 | Cartoon Network Universe: FusionFall                   | Bloo |
| 2009 | Kingdom Hearts 358/2 Days                              | Marluxia |
| 2009 | Ghostbusters: The Video Game                           | Olika röstroller |
| 2009 | Ice Age: Dawn of the Dinosaurs                         | Olika röstroller |
| 2009 | Batman: Arkham Asylum                                  | Dr. Stephen Kellerman Lunatic #2 |
| 2009 | Marvel: Ultimate Alliance 2                            | Steven Hudak/Scorcher Cable |
| 2009 | Undead Knights                                         | Romulus Blood |
| 2009 | Cars Race-O-Rama                                       | Lightning McQueen |
| 2009 | Dragon Age: Origins                                    | Sloth Demon Thane Shartan Innkeeper Ser Blackstone Experienced Dwarf Male Mystical Elf Male Dwarven Commander Fade Beresaad Fade Dwarf House Dace Mercenary Dust Town Beggar Orzammar Noble Lake Calenhad Scholar Tapster's Patron Orzammar Commoner |
| 2009 | Avatar: The Game                                       | Dalton Na'vi RDA |
| 2010 | Mass Effect 2                                          | Olika röstroller |
| 2010 | Lost Planet 2                                          | Olika röstroller |
| 2010 | Quantum Theory                                         | Syd |
| 2011 | Dissidia 012 Final Fantasy                             | Judge Gabranth |
| 2011 | Cartoon Network: Punch Time Explosion                  | Bloo Samurai Jack Captain Planet |
| 2011 | Infamous 2                                             | Militia Ice Guys Male Pedestrians |
| 2011 | Cars 2                                                 | Lightning McQueen |
| 2011 | Captain America: Super Soldier                         | Red Skull (Johann Schmidt) |
| 2011 | Nicktoons MLB                                          | Danny Phantom |
| 2011 | X-Men: Destiny                                         | Cameron Hodge Olika röstroller |
| 2011 | Warhammer 40,000: Dawn of War II: Retribution          | Commisar Lord Corrupt Guardsman Da Grot Heretic Krom Maso Mr. Nailbrain Plague Marine Ronahn |
| 2012 | Darksiders II                                          | Kargon Prince of Darkness |
| 2012 | Ice Age: Continental Drift - Arctic Games              | Manny |
| 2013 | Kingdom Hearts HD 1.5 Remix                            | Marluxia |
| 2013 | Deadpool                                               | Mister Sinister Stormthrower/Phaser Pizza Guy |
| 2014 | The Lego Movie Videogame                               | Emmet, Lord Business, Robot #2 |
| 2016 | Overwatch                                              | Reaper |